# Inder
Inder nebo Inderské jezero (rusky Индер) je slané bezodtoké jezero v Atyrauské oblasti v Kazachstánu. Leží v Přikaspické nížině, 10 km východně od řeky Ural na úpatí Inderských hor. Má rozlohu přibližně 110 km².

## Vodní režim
Je napájeno množstvím slaných pramenů, kterými oplývají jeho břehy.

## Využití
Těží se z něj sůl vysoké kvality, která obsahuje draslík, brom a bor. Tloušťka slané vrstvy dosahuje 10 až 15 m.